# Arne Wendler
Arne Wendler (* 2. März 1999 in Chemnitz) ist ein deutscher Basketballspieler.

## Laufbahn
Wendler entstammt der Nachwuchsarbeit des BV Chemnitz 99. 2015 verließ er seine Heimat für ein Jahr und spielte während der Saison 2015/16 als Austauschschüler für die Mannschaft der Oregon High School im Ort Oregon (US-Bundesstaat Illinois). Nach seiner Rückkehr aus den Vereinigten Staaten wurde Wendler in den Zweitligakader der Chemnitzer aufgenommen, spielte zudem in der zweiten Herrenmannschaft sowie in der Jugend. In der Sommerpause 2018 schloss er sich dem Drittligisten Dresden Titans an. Mit Dresden wurde er 2022 Meister der 2. Bundesliga ProB. Er verließ die Mannschaft im Sommer 2024, um nach dem Abschluss seines Hochschulstudiums Berufliches in den Vordergrund zu stellen.

### Nationalmannschaft
2015 nahm er mit Deutschlands U16-Nationalmannschaft an der Europameisterschaft in Litauen teil, ein Jahr später trug er das Hemd der U18-Auswahl bei der EM in der Slowakei. Anfang Juni 2018 wurde Wendler in die U20-Nationalmannschaft berufen.